# Miguel Paes do Amaral

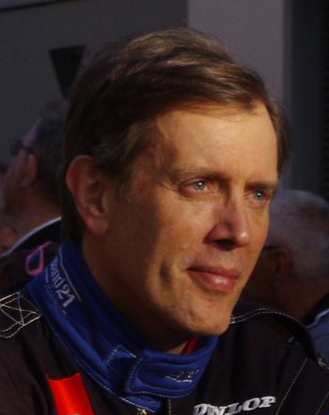

Miguel Paes do Amaral (Lisboa, 31 de julio de 1954) es un empresario y piloto de carreras amateur portugués. Pertenece a una familia de la nobleza portuguesa. Es el II Conde de Alferrade y miembro de la Orden de Malta. Desciende del Marqués de Pombal.

## Biografía
Fue el anterior accionista mayoritario del grupo Media Capital, conglomerado que posee el canal de televisión TVI, y varias emisoras de radio, como Radio Comercial y Radio Clube Portugués. Le vendió un paquete accionarial al Grupo Prisa en 2005, que de esa forma se hizo con el control de Media Capital. Sus intereses empresariales se concentran en Quifel Holdings e incluyen: a)Leya, líder en Portugal en la edición de libros de texto; b)Reditus, una de las compañías punteras en el sector de la tecnología de la información; c)Teg, operador inmobiliario; d)Quifel Natural Resources, empresa de energías renovables; e)Gryphon Holding, servicios financieros con base en Londres; f)Companhia das Quintas, productora de vino.
Gran aficionado a los deportes de motor, comenzó a competir en el campeonato portugués de Rallies, así como en el Campeonato portugués de clásicos. En 2001, junto con Pedro Couceiro compitió en el campeonato de España de Gran Turismo. Después, los dos compitieron con el equipo ASM, portugués. En 2008 y 2009 fue su compañero de carreras Miguel de Castro en un Porsche 997 RSR, y en 2009 ganó el Trofeu Iberico de GT. En 2006 Amaral compró el prototipo Lola B05/40 Le Mans, con el que anteriormente había competido la escudería Chamberlain-Synergie Motorsports en las series de Le Mans. Con el coche participó, nominalmente, el equipo británico en las 24 horas de Le Mans.
La familia Amaral es titular del condado de Anadia y son propietarios del palacio de Anadia en Mangualde, uno de los más importantes palacios barrocos de Portugal.
- Datos: Q3302199
- Multimedia: Miguel Amaral / Q3302199